# هری استایلز: تور زنده
هری استایلز - تور زنده(به انگلیسی: Harry Styles: Live on Tour) اولین تور کنسرت توسط هری استایلز، خواننده و ترانه‌سرای بریتانیایی، در حمایت از اولین آلبوم استودیوی خود، هری استایلز (۲۰۱۷) است. این تور در تاریخ ۲۸ آوریل ۲۰۱۷ اعلام شد و تاریخ‌های اضافی در تاریخ ۸ ژوئن اضافه شد.
این تور تنها در سال ۲۰۱۷ (به جز در نیوزیلند) و عرصه‌ها در سال ۲۰۱۸ بازدید کرد. کل تور شامل ۸۹ کنسرت، از آمریکای شمالی، اروپا، آسیا، استرالیا و در سال ۲۰۱۸ به آمریکای جنوبی گسترش یافته‌است.